# Ronsenac

Ronsenac este o comună în departamentul Charente, Franța. În anul 2009 avea o populație de 562 de locuitori.